# Песики
«Песики» — українська комедія 2025 року режисера Олексія Єсакова та сценаристів Михайла Гусарова, Анастасії Лодкіної та Сергія Лущіка. Леся Нікітюк виконала головну роль, яка стала її дебютом в повнометражному фільмі.

## Сюжет
Егоцентрична кар'єристка Яна випадково накладає на себе закляття: всі чоловіки, з якими вона кохається, перетворюються на собак. Це випробування вчить героїню справжньої турботи й любові, а також допомагає їй переосмислити своє ставлення до життя.

## У ролях
| Актор                | Роль              |
| -------------------- | ----------------- |
| Леся Нікітюк         | Яна               |
| Тарас Цимбалюк       | Тарас             |
| Даніл Повар          | Альберт           |
| Кирило Ганін         | Слава             |
| Артур Логай          | Вал               |
| Іван Бліндар         | Донець            |
| Міша Крупін          | безхатько         |
| Ольга Сумська        | мама Яни          |
| Олена Хохлаткіна     | Галя              |
| Віра Кобзар          | Ксенія            |
| Оксана Архангельська | Фаїна             |
| Сергій Солопай       | Степан            |
| Анастасія Оруджова   | подружка Настя    |
| Ірина Сопонару       | подружка Іра      |
| Наталка Денисенко    | дружина Тараса    |
| Дмитро Сова          | сусід Паша Коваль |
| Артемій Єгоров       |                   |
| Євген Таллер         |                   |
| Ніколас Карма        |                   |
| Дарія Білоцерковець  |                   |

## Виробництво
Зйомки фільму стартували у вересні та закінчились 7 листопада 2024 року. Першим режисером фільму був Дмитро Гумберський, але через різні погляди у творчому сенсі з продюсерами фільму, режисером обрали Олексія Єсакова, для якого фільм став дебютом в повнометражному кіно.
Над створенням фільму працювала команда з понад 60 людей, а зйомки проходили на численних локаціях у Києві та його околицях.
Однією з особливостей фільму стало залучення великої кількості собак. У головних «собачих» ролях — шість песиків, кожен із яких мав дублера. Загалом у зйомках взяли участь понад 100 чотирилапих акторів, як дресированих, так і звичайних, що пройшли кастинг серед фанатів фільму або яких команда залучила з Гостомельського притулку. Одні з «головних ролей» виконали сестри-босерони Ракша і Вуду, пудель Джессі, терапевтичний собака Ватрушка, Дракоша і Буллі. Це перше в Україні кіно, де одночасно знімалося стільки собак.
Іншою особливістю фільму стали «подвійні» ролі для акторів-чоловіків та їхніх собак. Для кожного персонажа ретельно підбирали чотирилапого відповідника, схожого як за зовнішністю, так і за темпераментом.
Перший тизер фільму «Песики» вийшов 1 листопада 2024 року на платформу Youtube. Саундтреком тизеру стала пісня DOROFEEVA — Хартбіт, а фільму — Муракамі. Тизер було знято ще влітку, до початку основних зйомок «Песиків», на майданчику іншого проєкту FILM.UA Group.

## Прем'єра
Прем'єра стрічки відбулась 27 лютого 2025 року; головна прем'єра разом зі знімальною групою фільму проходила в ТРЦ Gulliver в Києві. Захід зібрав понад 800 гостей, серед яких були культурні діячі, блогери, лідери думок, представники ЗМІ та інші запрошені.
З 13 березня 2025 року стрічка вийшла в обмежений прокат у США та Канаді.

## Цікаві факти
7 травня 2025 року фільм «Песики» став доступним для перегляду на платформі Netflix.

## Сприйняття / Відгуки

### Касові збори
Під час першого офіційного вікенду, що стартував 27 лютого 2025 року, фільм зібрав 8 919 284 грн, реалізувавши 49 665 квитків.
Станом на 24 березня 2025 року загальні збори становлять 29 808 110 грн з 169 297 проданих квитків.

### Відгуки кінокритиків
Лідія Новоселецька з видання Фокус позитивно оцінила стрічку, описавши її як «якісний ромком для великого екрану: без гротеску, сортирного гумору, дивакуватих персонажів, хаотичного застосування образливих кліше про українців та діалогів, наче написаних на коліні в задушливій черзі до директора ЖЕКу». Анна Севастьян з ТСН.ua також надала позитивну рецензію, відмітивши оригінальні діалоги, динамічно змонтовані кадри, непередбачувані події та підняття саме тих тем, які турбують сучасну молодь.
Проект «Це моя Україна» надав фільму оцінку 8 з 10, зазначивши, що «„Песики“ — це легкий, але не поверхневий фільм, який вдало поєднує гумор, романтику та соціальну відповідальність».